# Alberton (Wyspa Księcia Edwarda)
Alberton – miasto (ang. town) w Kanadzie, w zachodniej części Wyspy Księcia Edwarda.